# Porte d'Italie (metrostation)
Porte d'Italie is een station van de metro in Parijs langs metrolijn 7 en tramlijn 3a, in het 13de arrondissement.

## Geschiedenis
Het station is geopend op 7 maart 1930 aan metrolijn 10, na de verlenging van deze lijn van Place d'Italie tot Porte de Choisy. Op 26 april 1931 werd dit gedeelte overgenomen door metrolijn 7, waardoor het station sindsdien langs deze lijn ligt.
Op 16 december 2006 werd het station ook een halte van tramlijn 3.

## Ligging

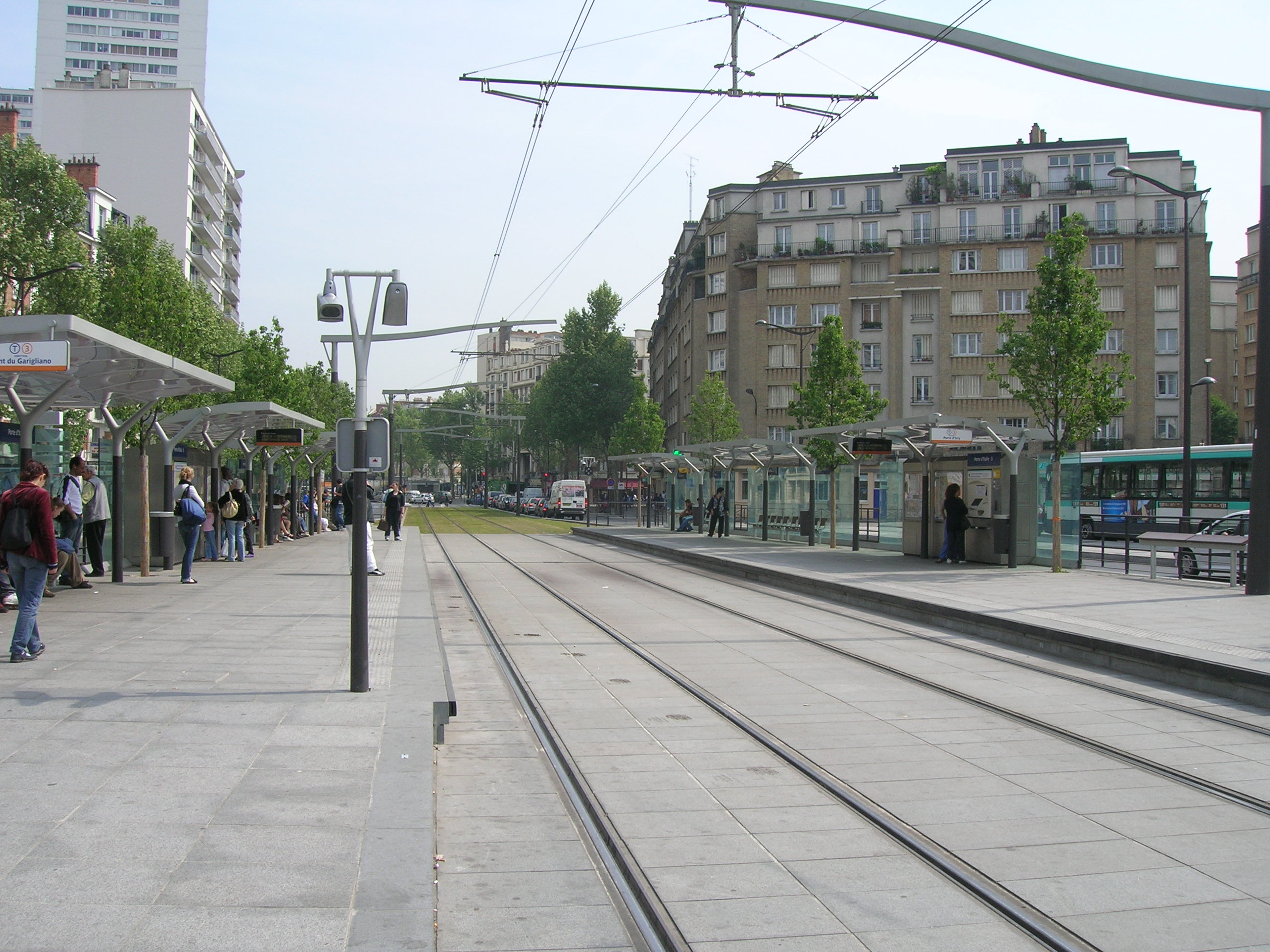
De halte van tramlijn 3a

### Metrostation
Het metrostation ligt onder de boulevard Masséna, ten oosten van de kruising bij de Porte d'Italie.

### Tramhalte
De tramhalte ligt op de boulevard Masséna, ten oosten van de kruising met de Avenue d'Italie.

## Aansluitingen
- RATP-busnetwerk: vijf lijnen
- Noctilien: twee lijnen

La Courneuve - 8 Mai 1945 · 
Fort d'Aubervilliers · 
Aubervilliers - Pantin - Quatre Chemins · 
Porte de la Villette · 
Corentin Cariou · 
Crimée · 
Riquet · 
Stalingrad · 
Louis Blanc · 
Château-Landon · 
Gare de l'Est · 
Poissonnière · 
Cadet · 
Le Peletier · 
Chaussée d'Antin - La Fayette · 
Opéra · 
Pyramides · 
Palais Royal - Musée du Louvre · 
Pont Neuf · 
Châtelet · 
Pont Marie · 
Sully - Morland · 
Jussieu · 
Place Monge · 
Censier - Daubenton · 
Les Gobelins · 
Place d'Italie · 
Tolbiac · 
Maison Blanche

Zuidelijke tak: Le Kremlin-Bicêtre · 
Villejuif - Léo Lagrange · 
Villejuif - Paul Vaillant-Couturier · 
Villejuif - Louis Aragon

Zuidoostelijke tak: Porte d'Italie · 
Porte de Choisy · 
Porte d'Ivry · 
Pierre et Marie Curie · 
Mairie d'Ivry